# AN/APG-63
AN/APG-63는 미국이 개발한 전투기 레이다다. 미 연방 공군의 F-15 전투기에 탑재된다.

## 개발 역사
본 제품은 원래 맥도널 더글러스 사가 개발한 전투기 F-15에 탑재하기 위해 개발되었다.
베트남 전쟁 때 미 공군 의 주력기는 미 해군 함대 방어용으로 개발한 F-4 이었지만 공중전이 뛰어나지 않았다. 따라서 한국 전쟁 때와 비교하면 미국 공군과 해군의 공중전 성적이 크게 악화됐다.
미 공군은 베트남 전쟁이 격화된 1964년에 "전술 항공 전력의 선택적 연구"를 시작하여 새 제공 전투기의 개발을 모색했다. 그 결과, 1968년에 공군에서 제조 승인되고 터보 팬 쌍발 고급 이동성과 좋은 파일럿 시야, 룩다운/슛다운 능력을 가진 레이다 장비, 장거리 미사일에 의한 시계 밖 (BVR) 전투와 근접 전투 능력 모두에 뛰어나 정비 소요 인력의 감소 등을 실현한 REP가 나왔다. 이에 따라, 레이다에 관해서는 퓨즈와 웨스팅 하우스의 입후보 경쟁 시제품을 제작했다. 그 결과 1970년 10 월에 퓨즈의 AN/APG-63의 채용을 결정했다.

레이다 본체는 펄스 도플러 레이더로, 파일럿 혼자 조작이 가능한 아래와 같은 기능을 가지는 동시에 열선 교체 유닛 (LRU)를 채용함으로써 신뢰성이 매우 높고, AN/APG- 63 (V)1의 평균 고장 간격 (MTBF)은 120시간 이상으로 되어있다. 그러나 애당초 유닛 자체의 수명이 짧아 평균 고장 간격은 15시간이었다.
1979년에는 F/A-18에 탑재된 AN/APG-65에서 기술의 피드백을 받아 다음과 같은 개선이 이루어졌다.
프로그램 가능한 디지털 신호 프로세서(PSP) 내장을 통해 저렴한 비용으로 시스템을 사용자 정의 할 수 있게 되었다. 그러나 PSP의 메모리 부족으로 인해 새로운 위협에 대응하기 힘들어지기 때문에, APG-63(V)1, APG-70은 메모리 용량이 확대되고 있다.

## 개량형 종류

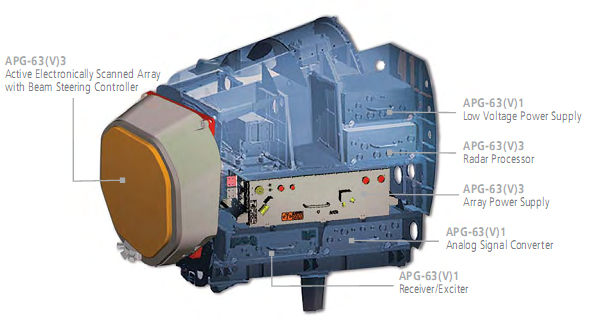
AN/APG-63(V)3의 이미지다. 싱가포르 공군의 F-15SG에 탑재돼 있다.

AN/APG-63(V)1 F-15K, F-15J 개량형에 탑재된 레이더. 14개 목표물을 추적하고 6개 목표물을 타격가능하게 됐다. F-15K에는 APG-70같은 대지능력을 많이 갖췄는데, 지상 이동 목표물 타격 능력등 맵핑능력이 뛰어나다.
AN/APG-63(V)2 AN/APG-63(V)1을 AESA로 개조한 AESA 레이더. 안테나는 총 1,500개의 송수신 모듈로 이루어졌다. 1999년 알래스카 소속 미 공군 제3 비행단의 F-15C/D에 도입되어 2000년에는 생산 체제에 돌입했다. 그러나 이 제품은 매우 고가이며 무거운 무게에 신뢰성도 떨어졌기에 시험적 운용에 그쳤다. 따라서 본 제품의 생산은 중지되고 신뢰성 향상,경량화등의 개선을 거친 AN/APG-63(V)3의 생산으로 전환했다.
AN/APG-63(V)3위의 AN/APG-63(V)2의 개량형. 경량화를 위해 프런트 엔드 전자 주사식 안테나를 F/A-18E/F가 장착 AN/APG-79 안테나의 개량형으로 변경하고 전원부를 대형화했다.
제어 소프트웨어는 AN/APG-63(V)2의 것을베이스로 개량한 것을 사용하고 있다. AN/APG-79의 기술이 피드백되어 있으며, ECCM 능력 향상,신뢰성,안정성의 향상 등의 개량이 이루어지고있다. 가동 부가 없어졌다하여 평균 고장 간격 은 500시간이 되었다.
F-15SG에도 탑재되어 있지만, 주사 능력이 떨어져있다.
AN/APG-70 AN/APG-63의 신뢰성을 높이고 쉽게 관리 할 수 있도록 재설계한 것. 제조 비용을 절감하기 위해 모듈의 대부분은 AN/APG-73과 공통으로 컴퓨터 및 프로세서의 85%는 F-14의 AN/APG-71 레이더와 공통이다. AN/APG-63에서 공대지 모드를 대폭 강화, 합성 개구 레이더,저피탐지(LPI) 그랜드 매핑 등의 레이더 모드를 추가했다.
처리 장치의 속도는 AN/APG-63의 3배가 PSP의 메모리 용량도 10배 증가되었다. 또한 송신기와 수신기, 자기 진단 장치도 신형으로 업데이트되어 F-15E에 탑재. F-15C도 MSIP 개량형에 탑재하고있다.
파생형으로서 그랜드 매핑 모드를 삭제한 다운 그레이드 형의 AN/APG-70S 가 F-15S와 이스라엘 F-15I에 탑재된다.
AN/APG-82(V)1AN/APG-82는 F-15E 의 레이더 현대화 프로그램(Radar Modernization Program : RMP)에 사용되는 레이더이다. APG-82(V)1은 신형의 냉각 시스템과 전자 방해에서도 제대로 레이더를 작동시키기 위한 장치이다. 무선 주파수 가변 필터 (RFTF)을 갖추고 있으며, 이로 인해 사거리 확대 목표 동시 추적 능력 처리 시간 단축, 해상도 향상이 가능하다. 또한 공대공과 공대지 모드의 동시 사용도 가능하다. 원래 이름은 AN/APG-63(V)4였지만, 2009년에 APG-82(V)1로 개명되었다. 2014년 7월 17일 첫 탑재기가 인도.
AN/APQ-180AN/APG-70을 기반으로 AC-130U 용으로 개발 된 레이더.

## 같이 보기
- AN/APG-68
- AN/APG-65
- AN/APG-77
- Zhuk
- N001